# Chapelle de Poisu
La chapelle de Poisu, autrefois appelée Notre Dame du Sacré-Cœur, est une chapelle catholique bâtie au XVIIe siècle dans le hameau de Poisu à Moye dans le département de la Haute-Savoie et la région Auvergne-Rhône-Alpes.

## Situation géographique
La chapelle se dresse à l’entrée du hameau de Poisu, sur le territoire de la commune de Moye, dans le département de la Haute-Savoie. Elle fait partie du pays de l'Albanais.

## Historique
La chapelle de Poisu a été construite en 1833 et s’appellerait également la « chapelle Notre Dame du Sacré-Cœur ». Elle fut construite pendant que les premières fondations de l’église de Moye (1837) furent faites. À cette même époque le Révérend César Guillot (né à Dullin en Savoie en 1801), vicaire à Moye depuis le 10 janvier 1829, succédait au Révérend Magnin en tant que curé de Moye le 1er mai 1833.
La chapelle de Poisu était utilisée par tous les habitants des hameaux du côté Sud de la commune alors que la chapelle Saint-Jean-Baptiste (fin XIVe siècle) desservait les hameaux du Nord de Moye.
D'importantes réparations ont été effectuées (toiture, ...) depuis sa création mais il est difficile de les dater.
En 2007 des bénévoles ont décidé de créer une association (le 25 octobre 2007) avec pour objectifs la sauvegarde et la conservation de la chapelle de Poisu.
Devant la nécessité d’engager de gros travaux de réhabilitation un partenariat entre les habitants de Poisu et la commune de Moye est mis en place. La commune de Moye décide de prendre la chapelle de Poisu sous son aile, et c’est ainsi que la chapelle devient bâtiment communal en novembre 2010. L’association organise chaque année des manifestations afin de récolter des fonds pour participer financièrement aux travaux de restauration de la chapelle et assurer son entretien et son fleurissement. 
De nombreux devis sont réalisés courant 2009 afin d’estimer le montant total des travaux, évalué à un peu plus de 100 000 € HT.
La chapelle étant devenue un bien communal, la Mairie de Moye lance un appel d’offres en 2010 et se charge du choix des entreprises ainsi que  du suivi des travaux avec l’architecte désigné.
Grâce aux subventions de la commune de Moye et du Conseil Général, un aide financière de Monsieur le député Bernard Accoyer et les fonds réunis par l'association La Chapelle de Poisu avec de nombreuses manifestations, la somme nécessaire pour la rénovation de la chapelle est réunie.
En 2011 les travaux de réhabilitation de l’extérieur débutent et s'étaleront sur deux années. Ils sont suivis par Monsieur Lauvergne, architecte à Rumilly.
- le remplacement de toute la toiture par l'entreprise Ramel Charpente, qui a déposé l'ancien toit et réalisé une toiture et un clocher flambant neufs dont l'installation a été assez spectaculaire.
- les travaux d’assainissement et de terrassement
- la maçonnerie avec le décrépissage des murs extérieurs par Mondial Façades qui s'est chargée de refaire les façades dans la teinte choisie.

D'avril à août 2013 les travaux de rénovation intérieure ont continué avec :
- la peinture intérieure  réalisée avec un enduit à base de chaux, de sable et de pigments naturels. Arcades, moulures, effets trompe-l'œil, voutes bleues avec étoiles argentées faites au pochoir : le résultat est superbe. Réalisé par DS Décor Seynod
- la réfection des vitraux : deux mois complet de travail pour l'Atelier du Vitrail. Toutes les pièces ont été patiemment démontées, nettoyées, refaites selon la technique des grisailles si cassées ou manquantes et enfin serties au plomb pour reconstituer de splendides vitraux.
- la rénovation de la statue de la Vierge Marie, réalisée de façon splendide par les peintres de DS Décor

Madame Odette Ramel a gracieusement offert à la chapelle une très belle statue réalisée par l'artiste Robert Ramel, en sa mémoire car il était natif de Moye et était très attaché à la chapelle de Poisu. Cette œuvre, sculptée dans les années 1950 par Robert Ramel dans une branche de tilleul, représente une Sainte Vierge longiligne de deux mètres de haut avec les bras en position de recueillement. Il paraissait important qu'une de ses œuvres trouve sa place dans la chapelle.

## Description

### Architecture
La chapelle est entièrement construite en pierres de taille de belle facture assemblées en grand appareil. Pour éviter l’érosion et préserver l’édifice les murs ont été recouverts de crépi.
L’édifice est de taille modeste et se compose d’une nef rectangulaire, voutée en berceau et terminée par une abside en cul-de-four. Le toit est recouvert d’ardoises noires.
Elle est percée de deux fenêtres latérales qui comportent des vitraux qui laissent entrer une lumière douce.
La façade principale est surmontée d’un clocher en pavillon abritant une cloche datant du XVIIe siècle. Sous le clocher existe une niche qui devait renfermer une statue de la sainte Vierge.

### Inauguration de la chapelle restaurée
Le dimanche 21 septembre a eu lieu l’inauguration de la chapelle de Poisu en présence de Luce Poëncet - Présidente de l’association La Chapelle de Poisu, Christian Heison - Maire de Moye et Conseiller Général, François Carbonnel – Député Suppléant et Conseiller Régional, Christian Monteil - Président du Conseil Général de la Haute Savoie et de nombreux élus de l’Albanais. Une reconnaissance pour l’engagement des bénévoles qui œuvrent depuis de nombreuses années pour la rénovation de la chapelle, et un encouragement à poursuivre leurs efforts.
Environ trois cents personnes avaient fait le déplacement pour assister à la cérémonie d’inauguration qui, comme l’a souligné Christian Heison, « revêt un caractère symbolique, d’abord par la nature de l’édifice réhabilité, mais aussi et surtout par la démarche conduite pour le faire ». 
Le Père Vallon a procédé à une célébration en plein air et à une bénédiction de la chapelle et des statues de la Vierge : une statue donnée par le célèbre Robert Ramel de Rumilly qui aimait tant Moye, une statue remarquable de la Pietà offerte par le sculpteur De Julis, et une statue de la Vierge et l’Enfant restaurée par l’entreprise DS Décor.
Une vive émotion pour toutes les personnes présentes dont une centaine de personnes, entre la municipalité, l’association de la chapelle et les artisans se sont unies dans une chaine collective, qui ont vu l’achèvement de plusieurs années d’engagement et de mobilisation.
Ont été citées et applaudies les entreprises qui ont œuvré avec excellence pour la réhabilitation de la chapelle, notamment DS Décor dont les peintures peuvent être qualifiées d’exceptionnelles.
Une plaque commémorative a été découverte à la surprise générale à l’entrée de la chapelle, en remerciement du soutien de Christian Heison dans ce beau projet.
Après plusieurs allocutions, un verre de l’amitié était offert dans la salle d’animation du chef-lieu pour fêter la sauvegarder d’un « patrimoine commun, de notre village, de nos racines ». Tous les intervenants peuvent être fiers d’avoir participé à ce superbe projet pour « écrire une page de l’histoire de Haute-Savoie ».

## Association de la chapelle de Poisu

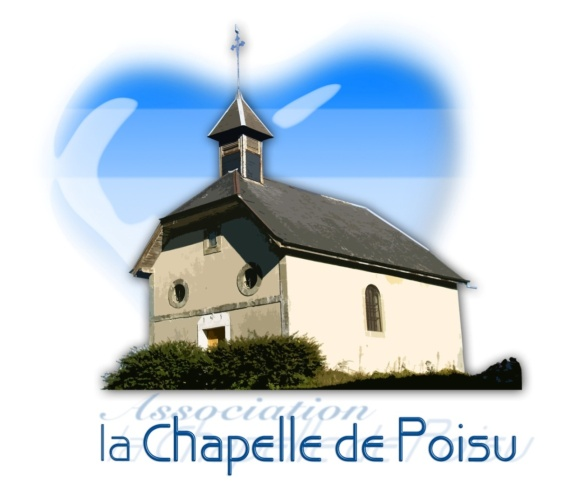
Logo chapelle de Poisu

### Chapelle avant les travaux

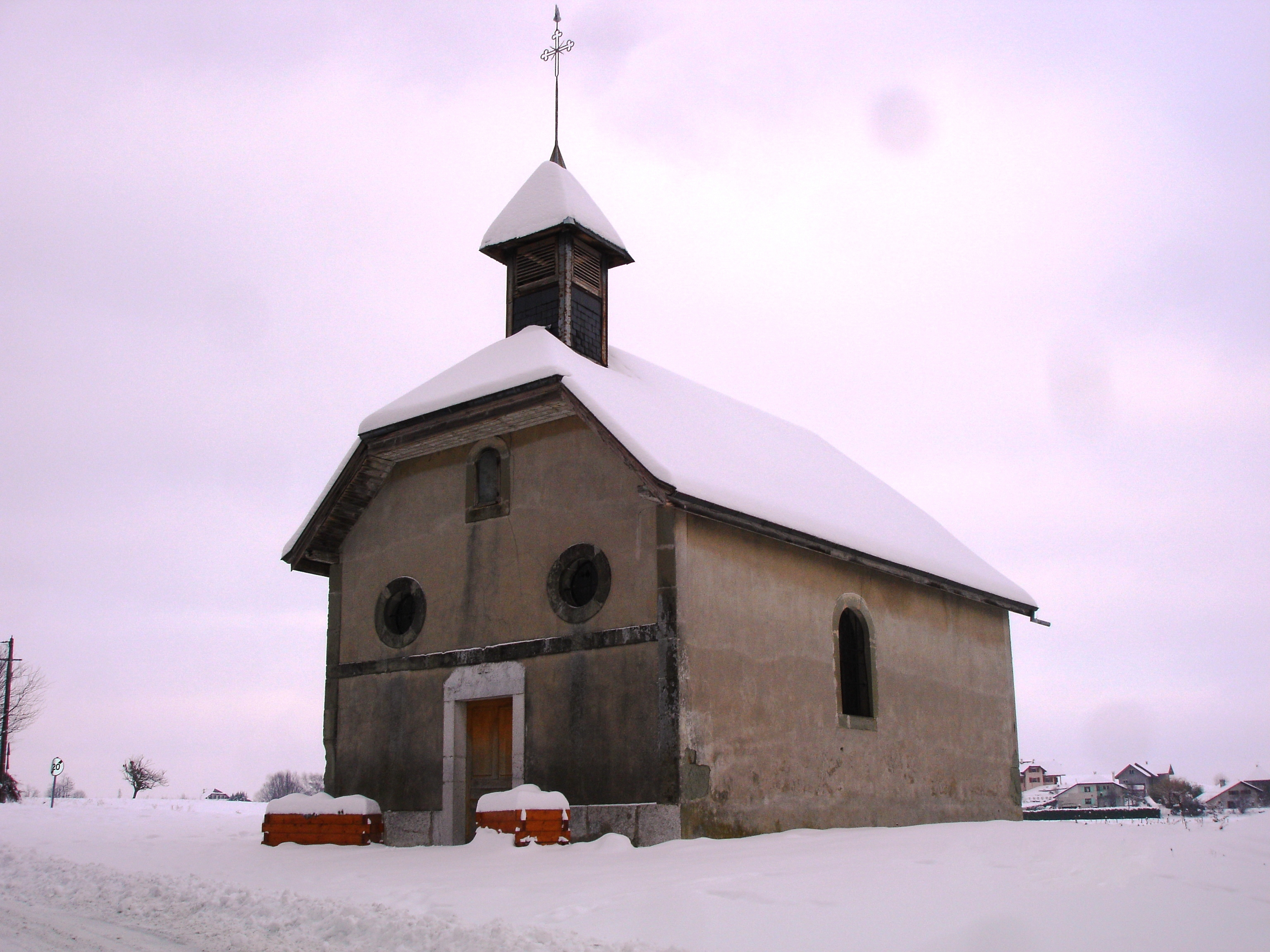
Chapelle de Poisu sous la neige en janvier 2010

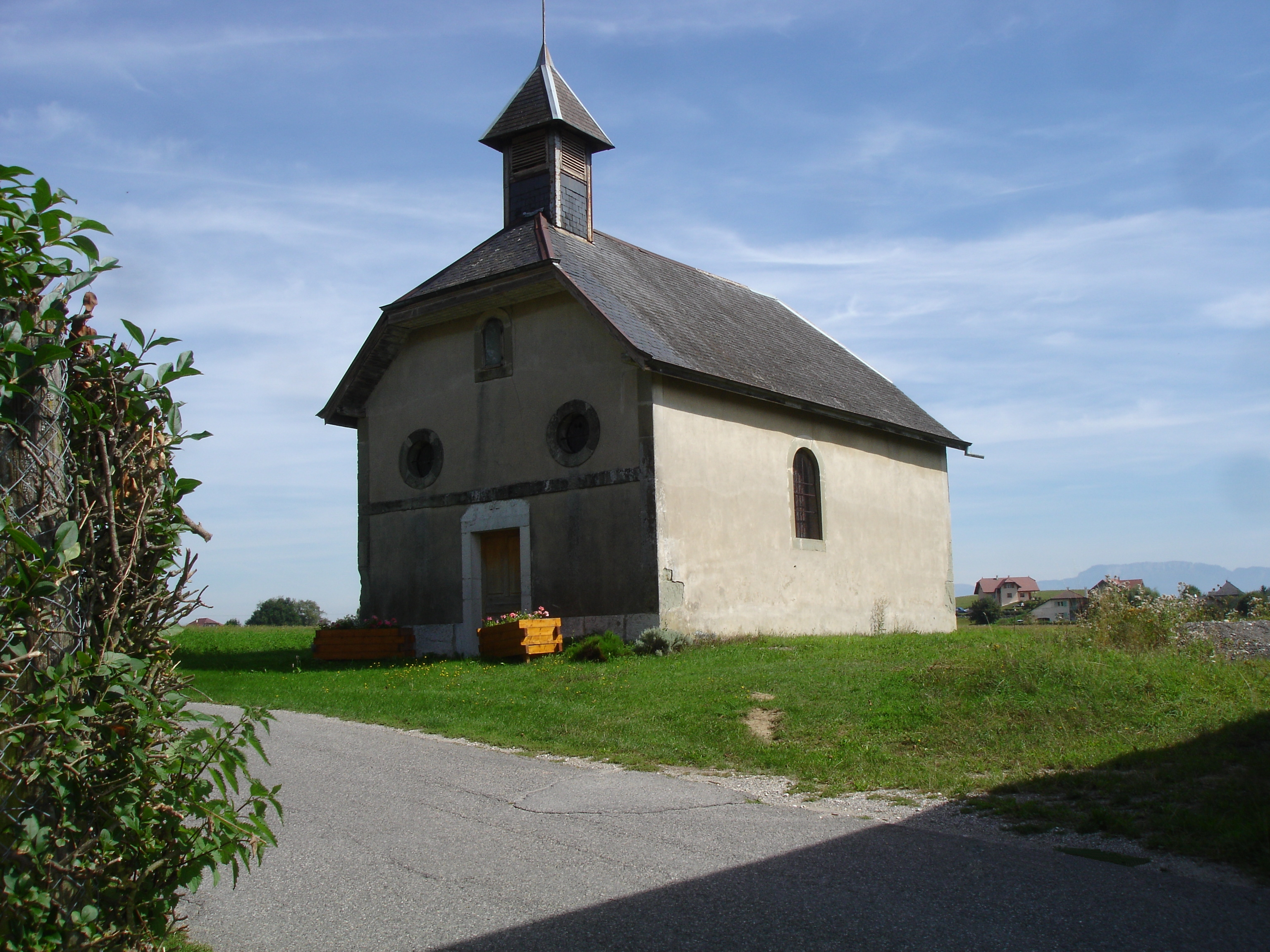
Vue chapelle 2010

### Travaux de restauration

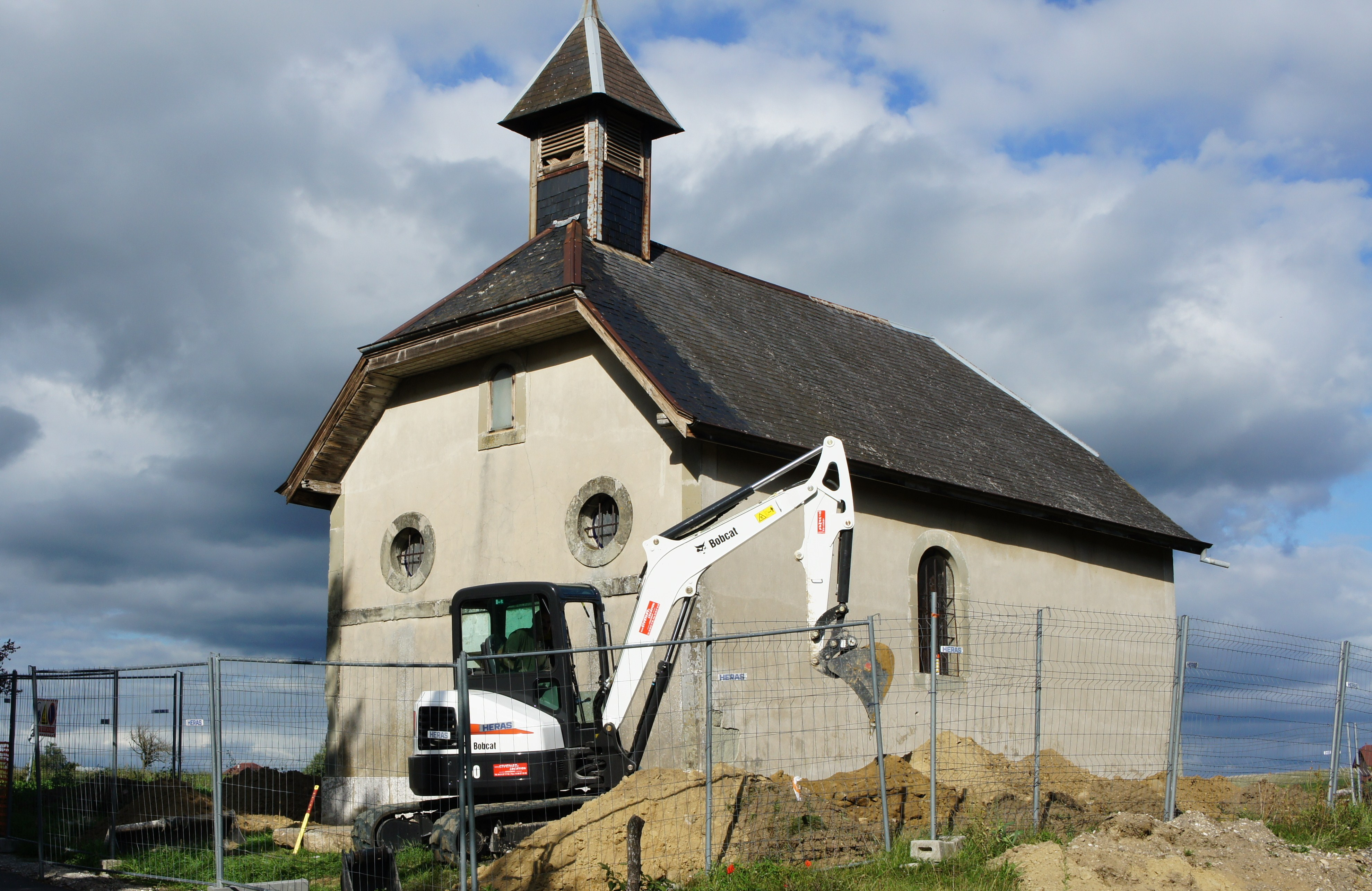
Travaux chapelle septembre 2011

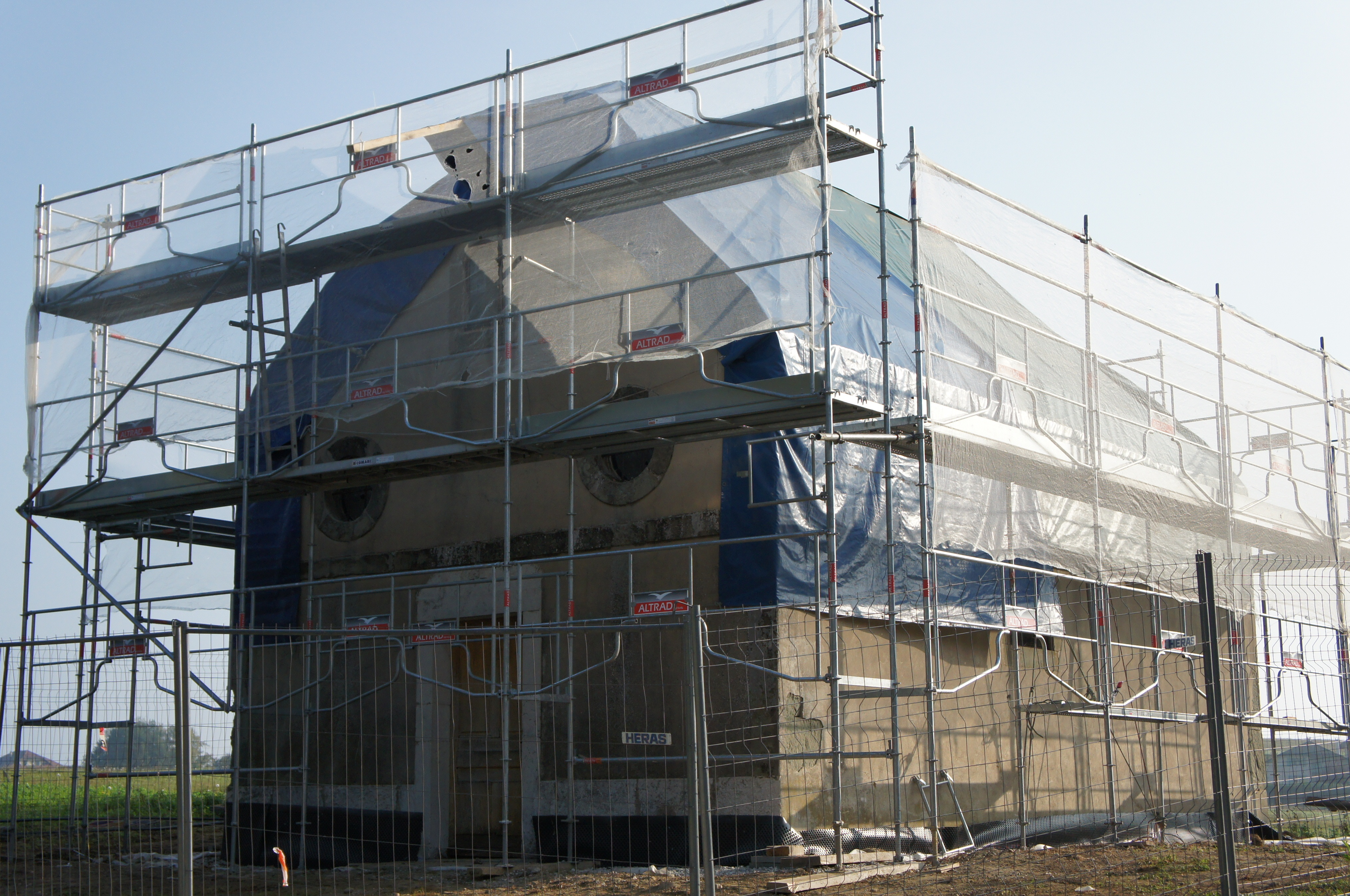
Travaux toiture octobre 2011

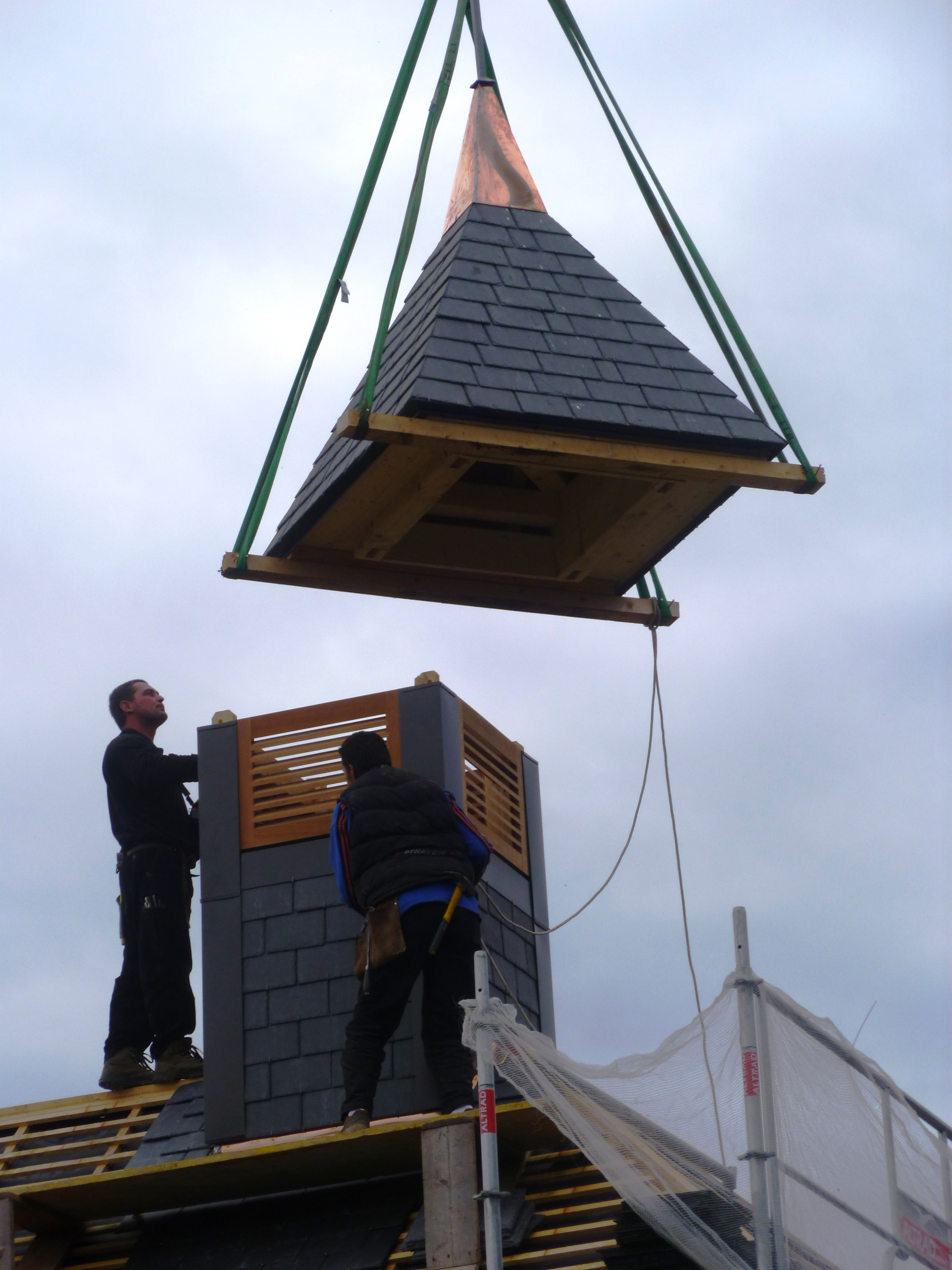
Pose du nouveau clocher octobre 2011

### La chapelle restaurée

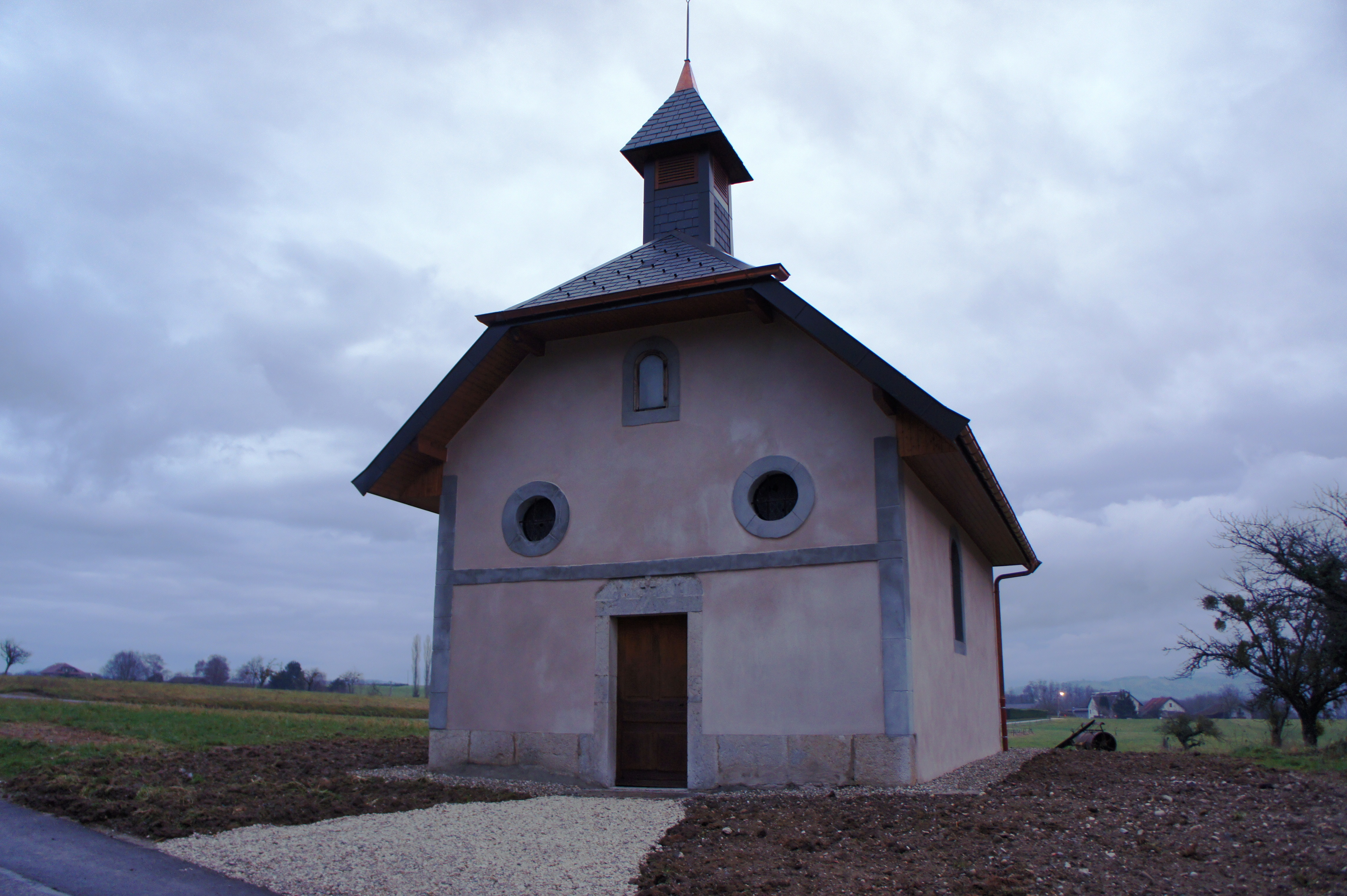
Janvier 2012 l'extérieur est restauré

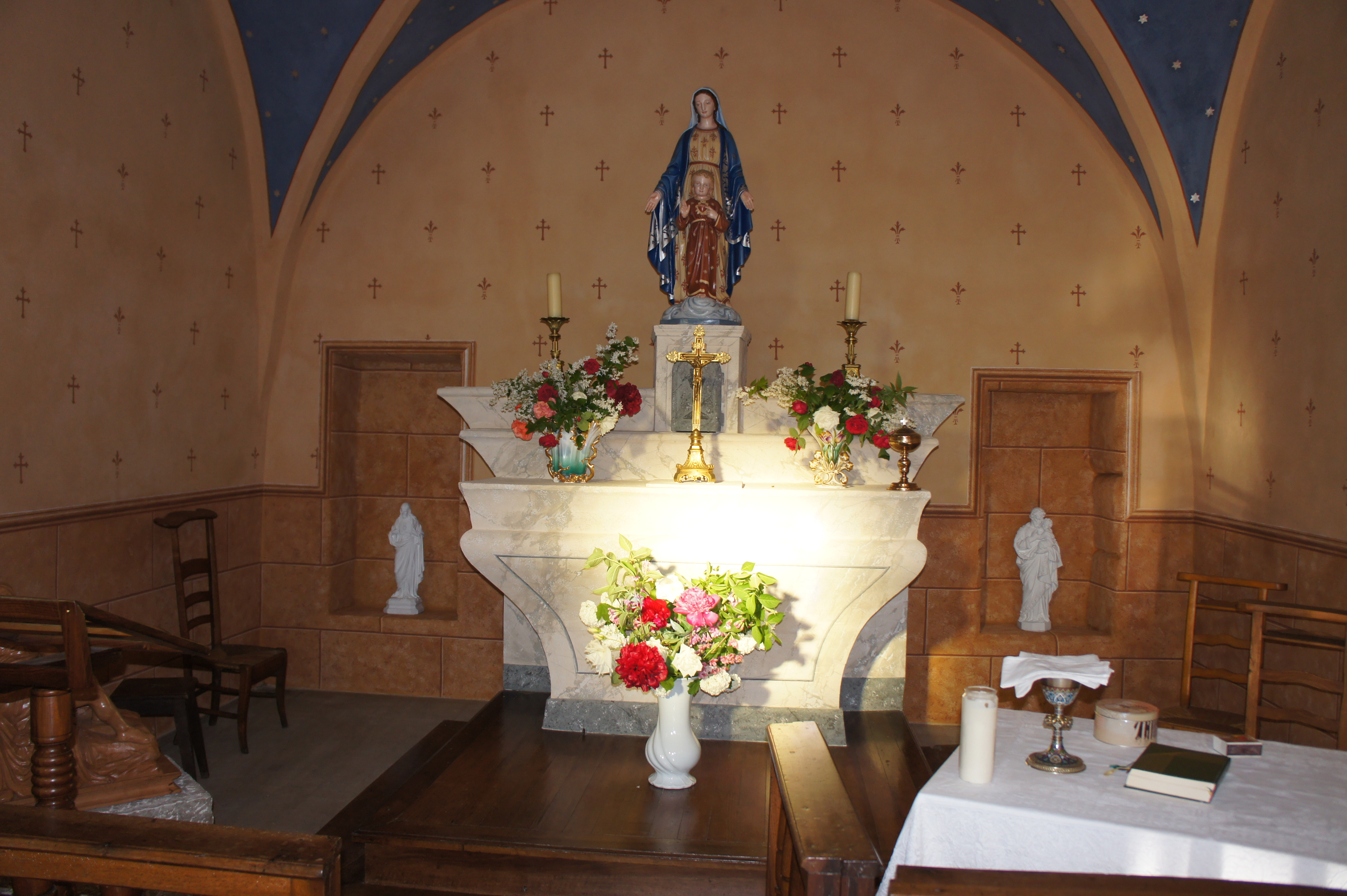
Messe dans chapelle rénovée

## Souvenirs et témoignages
En puisant dans la mémoire de certains on relate quelques souvenirs du siècle dernier :
- Sépultures :

Pour les sépultures organisées pour une personne habitant de ce côté-ci du hameau, quelqu’un avait la charge de sonner la cloche de la chapelle lors du départ de la maison du défunt – le cortège s’effectuait à pied avec un corbillard tracté par deux chevaux.
Le prêtre de la paroisse avec un ou deux enfants de chœur portant la croix de procession venait à pied à la rencontre de la famille. Au moment de la réunion du prêtre avec le cortège, la cloche se taisait et celle du clocher de l’église prenait le relais.
- Le mois de Marie :

Une personne faisait l’animation et le fleurissement de la chapelle pendant le mois de Marie, le mois de mai de 1950 à 1955 environ. Tous les soirs elle faisait sonner la cloche, les gens se rassemblaient pour un temps de prière à 18h30. Il n’y avait pas de curé, une personne faisait la prière, la chapelle était pleine ! Les gens se retrouvaient pour prier et pour discuter après la prière.
- Le 15 août :

Chaque année au 15 août il y avait une procession depuis l’église jusqu’à la chapelle avec des bannières. (souvenir se situant de 1940 à 1951)
- Les rogations

Les rogations étaient faites à la chapelle de Poisu. Les rogations sont des demandes particulières à Dieu (beau temps, pluie, …) exprimées 3 jours avant la Pentecôte : un jour depuis la croix de Saint-Gras, 1 jour depuis la croix du Foug et un jour depuis la chapelle de Poisu. Ce cérémonial existait encore en 1954
Il avait été officié par le curé Saint-Marcel, le Père Ducret et le curé Grimonet.
Il y avait toute une litanie des saints qui était énoncée tout au long de la procession, qui allait probablement du lieu de départ jusqu’à l’église de Moye.

## Texte du Révérend Guillot (date estimée à 1876)
«  Vient alors la narration que je recopie servilement :
Révérend César Guillot curé de Moye est né à Dullin en Savoie en 1801, il est venu vicaire à Moye le 10 janvier 1829, ayant été ordonné prêtre par Monseigneur Martinet, archevêque de Chambéry le 22 octobre 1828, il a succédé à son curé Rd Magnin qui s’est retiré à Rumilly chez  son neveu. 
La nomination à la cure de Moye de Rd Guillot est du 1er mai 1833. L’année de son arrivée à Moye comme vicaire, il a commencé par faire restaurer la chapelle St Jean Baptiste où l’on avait pas dit la messe depuis avant la révolution.
La même année il s’est occupé d’une souscription pour la construction de l’église actuelle, l’ancienne étant dans un état pitoyable et ne pouvait contenir que le tiers de la population. 
Cette souscription produisait 6 000 livres#. L’église a été construite en 1836 et 1837.
La somme nécessaire a été ensuite fournie par la vente de quelques communaux, toute la paroisse s’est montrée admirable de dévouement.
Il a été reconnu bientôt que la nouvelle église n’était pas assez grande, une addition a été faite en 1860. Elle a coûté 8 600#. L’église en avait coûté 23 000 : la fabrique, par le moyen de l’héritage de Jean Germain environ 42 mille francs, a fait construire l’école des Frères qui l’occupent depuis 1852 : ensuite a été bâtie la cure et enfin la maison des Sœurs.
Le curé n’a rien négligé pour prouver à sa paroisse l’avantage inestimable d’avoir des Frères et des Sœurs pour instruire la jeunesse. 
La chapelle de Poisu a été construite en 1833 : on travaillait aux fondations lorsque le curé a reçu sa nomination à la cure de Moye II. La paroisse de Moye s’est toujours montrée très dévouée et respectueuse pour son curé et c’est avec grand peine qu’il se retira contre les vœux de sa paroisse et l’avis de l’archevêque. Son âge et ses infirmités l’engagent à prendre du repos et à penser à lui. 
Le Conseil municipal lui offrait un second vicaire la veille de son départ le 29 juin 1876. »